# Jacques Prigent
Jacques Prigent (* 26. September 1927 in Gennevilliers, Frankreich; † 2008) war ein französischer Boxer. Er war Europameister bei den Berufsboxern im Leichtgewicht.

## Werdegang
Jacques Prigent wurde nach kurzer Amateurzeit im Jahre 1949 Berufsboxer. Er bestritt seinen ersten Kampf am 10. Oktober 1949 in Paris im Leichtgewicht und gewann gegen Lucien Ledoux nach sechs Runden nach Punkten. Bis Ende 1951 bestritt er insgesamt 31 Kämpfe, von denen er nur einen einzigen Kampf, am 22. Dezember 1950 in Paris gegen Morlay Kamara, verlor. Am 8. Januar 1952 stand er diesem Boxer in Asnières-sur-Seine in der Revanche gegenüber und diesen Kampf gewann Jacques Prigent nach Punkten.
1952 erboxte sich Jacques Prigent durch Siege über Herbert Gläser und Hans Häfner aus Deutschland, seine Landsleute Hoacine Khalfi u. Charles Colpin sowie dem Spanier Roberto Ruiz, den er am 25. November 1952 in Asnières-sur-Seine in der 4. Runde k. o. schlug, das Recht um die Europameisterschaft im Leichtgewicht gegen Auguste Caulet zu kämpfen. Dieser Kampf fand am 12. Januar 1953 im Salle Wagram in Paris statt. Jacques Prigent gewann diesen Kampf nach 15 Runden nach Punkten und war damit neuer Europameister und französischer Meister im Leichtgewicht.
Am 24. Februar 1953 kämpfte er in Asnières-sur-Seine gegen den starken Weltergewichtler Sauveur Chiocca unentschieden. Am 7. Mai 1953 verlor Jacques den Europameistertitel in Kopenhagen durch eine Punktniederlage nach 15 Runden an den Dänen Jorgen Johansen und am 3. Oktober 1953 nahm ihm Jacques Herbillon in Reims auch den französischen Meistertitel ab.
In den nächsten Jahren kämpfte Jacques Prigent im Weltergewicht. Es gelangen ihm dabei noch viele gute Ergebnisse. Zu einem Meisterschaftskampf kam er aber nicht mehr. Er kämpfte z. B. am 22. März 1956 gegen Idrissa Dione unentschieden, verlor aber die Revanche gegen Sauveur Chioca am 27. September 1956 in Paris nach Punkten. Am 4. Oktober 1957 erreichte er in Helsinki noch ein bemerkenswertes Unentschieden gegen den finnischen Ex-Europameister Elis Ask, das umso mehr zu beachten ist, weil es in Finnland erzielt wurde.
Am 10. Oktober 1957 bestritt Jacques Prigent in Paris seinen letzten Kampf. Er unterlag dabei gegen Manuel Sosa nach Punkten. Er lebte nach seinem Karriereende in Paris.